# جون غريس
جون غريس (بالإنجليزية: John Grace)‏ (16 فبراير 1964 بدبلن في جمهورية أيرلندا - ) هو لاعب كرة قدم أيرلندي في مركز حراسة المرمى. لعب مع غلينتوران وكولتشستر يونايتد ونادي كروسيدرز وووترفورد يونايتد وKilkenny City A.F.C. ‏ وMonaghan United F.C. ‏ وTolka Rovers F.C. ‏.